# Dirección General de la Policía
La Dirección General de la Policía (DGP) de España es el órgano directivo del Ministerio del Interior, adscrito a la Secretaría de Estado de Seguridad, al que le corresponde ejercer el mando directo del Cuerpo Nacional de Policía, así como la ordenación, dirección, coordinación y ejecución de las misiones que a la Policía Nacional encomienden las disposiciones vigentes, de acuerdo con las directrices y órdenes emanadas del ministro del Interior.
La DGP fue creada en 1979 para reemplazar a la Dirección General de Seguridad. Está encabezada por el director general, un alto cargo de la Administración del Estado nombrado por el rey, a propuesta del ministro del Interior y con la previa deliberación del Consejo de Ministros. Para asistir a este, existe el director adjunto operativo (DAO), un comisario principal de la Policía Nacional. El director general de la Policía, con rango de subsecretario, es Francisco Pardo Piqueras, mientras que el DAO es José Ángel González Jiménez, ambos nombrados en 2018

## Historia

### Ley de la Policía
Tres semanas antes de la publicación de la Constitución, se publicó la Ley de la Policía de 4 de diciembre de 1978. Esta ley supuso una nueva etapa para la seguridad pública en España. Vertebraba los Cuerpos de Seguridad del Estado mediante la Policía y la Guardia Civil. Al mismo tiempo, la Policía se componía de dos cuerpos; el Cuerpo Superior de Policía, sucesor del Cuerpo General de Policía y lejanamente del Cuerpo de Vigilancia, y por el Cuerpo de la Policía Nacional, sucesor directo del Cuerpo de Policía Armada y de Tráfico, e indirectamente de la Guardia de Asalto.
Asimismo, esta ley supuso la supresión de diversos órganos de orden público, destacando la Dirección General de Seguridad, un órgano de orden público creado en la década de los años 1910 que durante la Dictadura de Francisco Franco fue la cara visible de la represión. Igualmente, por primera vez se distribuyen nítidamente las funciones de ambos cuerpos policiales, atribuyendo a la policía «la seguridad en las capitales de provincia y otras grandes poblaciones», siendo competencia de la Guardia Civil el resto del territorio y, en concreto, las zonas rurales así como el tráfico y la legislación sobre armas y explosivos.

### Dirección General de la Policía
La Ley de la Policía creó la Dirección General de la Policía (DGP) para asumir las funciones de la Dirección General de Seguridad, bajo las órdenes de la nueva Dirección de Seguridad del Estado, antecesora directa de la actual Secretaría de Estado de Seguridad. El último titular de la DGS fue Mariano Nicolás García.

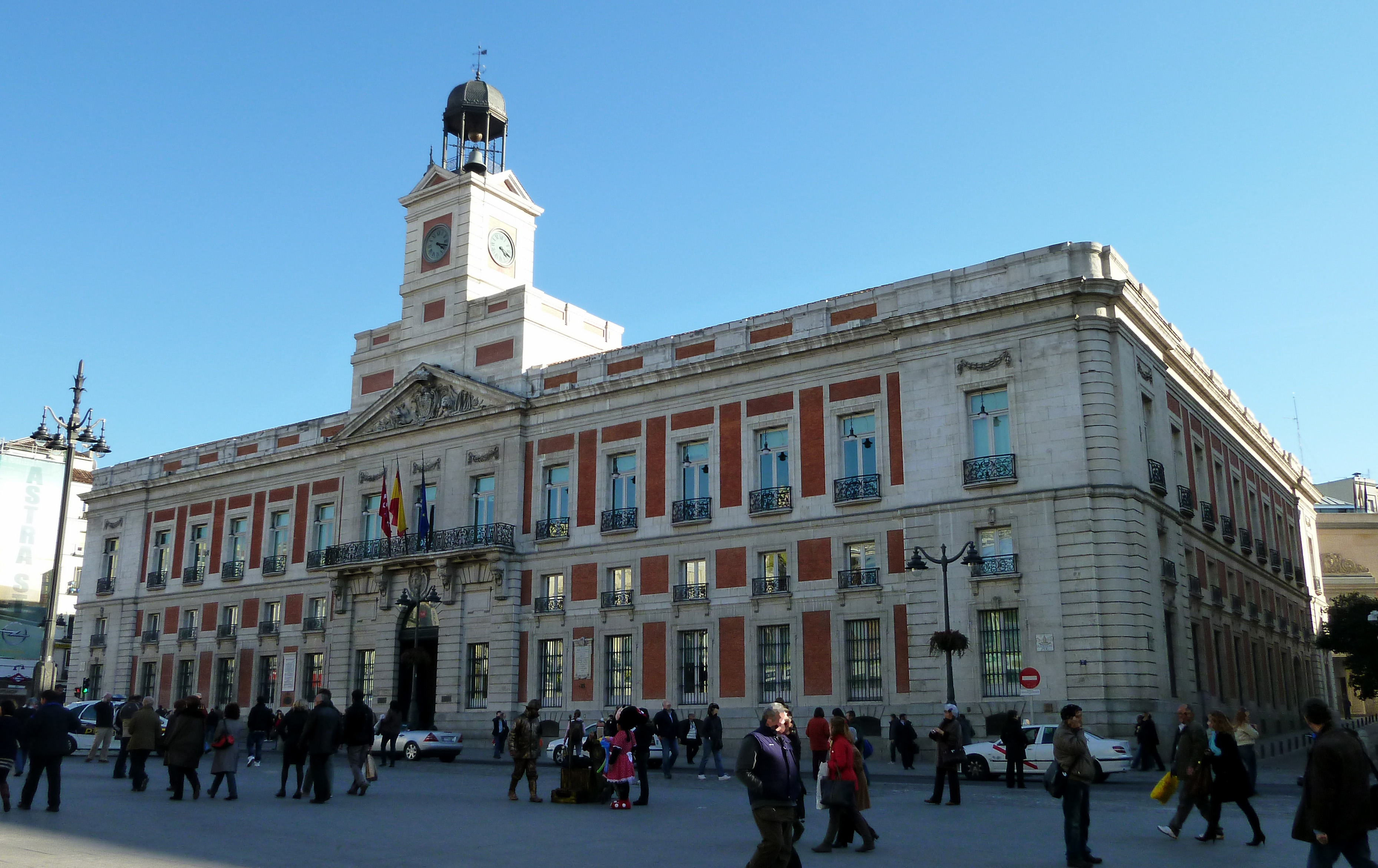
La Real Casa de Correos, antigua sede del órgano y actual sede del Gobierno de la Comunidad de Madrid.

Así, haciéndose efectivo el mandato de dicha ley, la DGP se encontró totalmente operativa en 1979, siendo su primer titular José Sainz González. La DGP heredó la estructura orgánica de la DGS, estando integrada por el director general, el subdirector general, las divisiones de Personal, de Gestión Económica, y de Enseñanza y Perfeccionamiento, las comisarías generales de Información, de Policía Judicial y de Documentación, la inspección general de la policía y toda la estructura policial periférica.

### Ley Orgánica de Fuerzas y Cuerpos de Seguridad
El cambio más relevante al que ha tenido que adaptarse la DGP ha sido a la aprobación de la Ley Orgánica de Fuerzas y Cuerpos de Seguridad de 13 de marzo de 1986. Esta ley se creó «respondiendo fundamentalmente al mandato del artículo 104 de la Constitución», según el cual una Ley Orgánica debía determinar las funciones, principios básicos de actuación y estatutos de las Fuerzas y Cuerpos de Seguridad del Estado. Esta ley supuso para la DGP la integración del Cuerpo Superior de Policía y del Cuerpo de la Policía Nacional en el Cuerpo Nacional de Policía (CNP).
Ese mismo año, también se eleva la Dirección de la Seguridad del Estado a rango de Secretaría de Estado, apareciendo por primera vez la denominación de Secretaría de Estado para la Seguridad y la Dirección General de la Policía al rango de Subsecretaría. Igualmente, la DGP abandona el edificio de la Real Casa de Correos y establece su sede en el palacio de la calle Miguel Ángel n.º 5. En 1987, se reformaron los órganos de seguridad del Estado, y se renombró al subdirector general como subdirector general operativo, se recupera la Comisaría General de Seguridad Ciudadana (suprimida en 1984), se suprime la Inspección General de la Policía y algunas divisiones y se crean otros órganos con nivel de subdirección general.

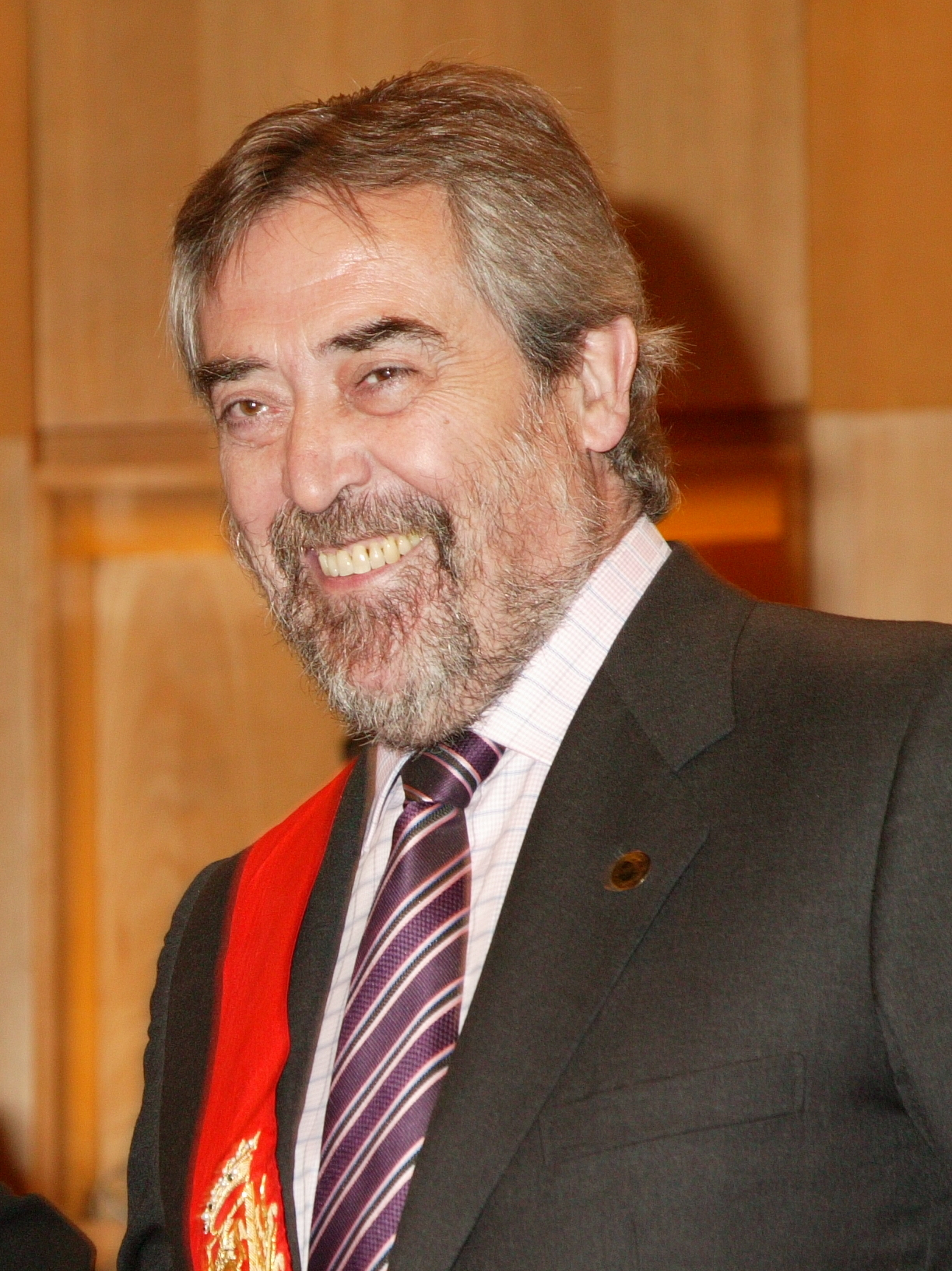
Juan Alberto Belloch, único ministro de Justicia e Interior entre 1994 y 1996.

### Ministerio de Justicia e Interior
En 1994 se produce un fenómeno novedoso, como es la integración de dos importantes ministerios, el de Justicia y el de Interior. Mediante esta integración se crea un super ministerio con competencias en materias judiciales y de seguridad. La DGP se renombra como Secretaría General-Dirección General de la Policía (puesto que desde 1986 tenía rango de secretaría general). Es durante esta reforma cuando se crea la Comisaría General de Policía Científica. En 1996 se separan nuevamente los ministerios, recuperando la DGP su denominación tradicional.
En el año 2000 se crea la Delegación del Gobierno para la Extranjería y la Inmigración, órgano con el que la DGP se tuvo que coordinar para ejercer sus competencias en dichas materias hasta el año 2004, cuando se suprime y la política de extranjería e inmigración pasa al Ministerio de Trabajo y Asuntos Sociales.

### Mando único
Bajo el mandato del ministro del Interior, Alfredo Pérez Rubalcaba, en 2006 se refunden la Dirección General de la Policía con la Dirección General de la Guardia Civil, creando un mando único de las Fuerzas y Cuerpos de Seguridad del Estado en la Dirección General de la Policía y la Guardia Civil con el objetivo de «llevar a cabo los cometidos encomendados a las Fuerzas y Cuerpos de Seguridad del Estado de una manera más integral, homogénea y coordinada, mejorando con ello la seguridad ciudadana y el resguardo de los derechos y libertades de los ciudadanos». Ambos cuerpos mantuvieron su estructura y régimen jurídico diferenciados, con un Gabinete distinto para cada cuerpo. Se crean, además, la Direcciones Adjuntas Operativas, como órgano técnico de colaboración al director general.
Esta unificación fue voluntad del presidente del Gobierno, José Luis Rodríguez Zapatero, y en 2008 algunas informaciones apuntaban a que el ministro del Interior no estaba a gusto con dicha unión de mando y que era su deseo separarlos nuevamente, pero no era una opinión compartida por el presidente. En 2008 hubo algunos pequeños cambios, como la creación de dos Gabinetes Técnicos y dos unidad de coordinación, una para cada cuerpo; la Comisaría General de Extranjería y Documentación pasó a llamarse Comisaría General de Extranjería y Fronteras; la Secretaría General de Gestión y Recursos Humanos pasó a serlo únicamente de Personal, y la División de Coordinación Económica y Técnica se transformó en la Subdirección General de Gestión Económica, Técnica y Documental, asumiendo también las funciones documentales de la Comisaría General mencionada.

### Separación del mando
A finales de 2011, con la llegada al gobierno del conservador Mariano Rajoy, y el nombramiento de Jorge Fernández Díaz como ministro del Interior, supuso la separación del mando policial recuperándose los dos órganos directivos tradicionales, que siguieron siendo coordinados por la Secretaría de Estado de Seguridad. En julio de 2017 el ministro Juan Ignacio Zoido suprimió las direcciones adjuntas operativas, una decisión que fue revertida por el ministro Fernando Grande-Marlaska en julio del año siguiente.

## Funciones
De acuerdo con el Real Decreto 207/2024, de 27 de febrero, a la Dirección General de la Policía le corresponden las siguientes funciones:
- Dirigir, impulsar y coordinar los servicios y los órganos centrales y periféricos de la Policía Nacional.
- Distribuir los medios personales y materiales, asignándolos a las distintas unidades que la integran.
- Proponer al Secretario de Estado de Seguridad los planes y proyectos de actuación operativa de los servicios de la Policía Nacional.
- Relacionarse directamente con las autoridades administrativas, organismos y entidades públicas o privadas en lo referente al funcionamiento de los servicios operativos de la Policía Nacional.
- Obtener, centralizar, analizar, valorar y difundir la información necesaria para el desarrollo de sus misiones, así como establecer y mantener el enlace y coordinación con otros órganos de información nacionales y extranjeros en el ámbito de su competencia, de conformidad con los criterios que al respecto establezca la Secretaría de Estado.
- Disponer la colaboración y la prestación de auxilio a las policías de otros países, en cumplimiento de las funciones que atribuye a la Policía Nacional la Ley Orgánica 2/1986, de 13 de marzo, de Fuerzas y Cuerpos de Seguridad, de conformidad con los criterios que al respecto establezca la Secretaría de Estado.
- Dirigir, organizar y controlar el cumplimiento de lo dispuesto en materia de extranjería, documento nacional de identidad, pasaportes, tarjetas de identidad de extranjeros, juego, drogas, control de las entidades y servicios privados de seguridad, vigilancia e investigación y espectáculos públicos, en el ámbito policial.
- Vigilar e investigar las conductas de los funcionarios contrarias a la ética profesional.
- Aplicar el régimen disciplinario del personal de la Policía Nacional.
- Seleccionar y promover al personal de la Policía Nacional y el desarrollo de las actividades técnico-docentes de formación y perfeccionamiento de sus integrantes.
- Proponer la adquisición de los equipos de transmisión, equipos de tratamiento de la información, armamento, medios de automoción, helicópteros, naves, uniformes y, en general, los medios materiales precisos para la realización de los cometidos propios de la Policía Nacional, en el marco de la programación aprobada por la Secretaría de Estado.
- Impulsar el análisis, planificación y desarrollo de los métodos, técnicas y procedimientos en el ámbito operativo policial.

## Estructura
Dependen de la Dirección General de la Policía:
- La Dirección Adjunta Operativa (DAO), encargada de la colaboración con el director general en la dirección de las funciones de mantenimiento del orden público y la seguridad ciudadana, y la dirección, coordinación y supervisión de las unidades centrales, supraterritoriales y territoriales; el seguimiento y control de los resultados de los programas operativos, y en la definición de los recursos humanos y materiales aplicables a dichos programas, así como la planificación estratégica en materia de transformación digital.
- De la DAO dependen:
  - La Comisaría General de Información.
  - La Comisaría General de Policía Judicial.
  - La Comisaría General de Seguridad Ciudadana.
  - La Comisaría General de Extranjería y Fronteras.
  - La Comisaría General de Policía Científica.
  - La División de Operaciones y Transformación Digital.
  - La Unidad de Planificación Estratégica y Coordinación.
  - El Grupo Especial de Operaciones.
  - La Unidad de Asuntos Internos.
  - La Brigada Operativa de Apoyo.
- La Subdirección General de Recursos Humanos y Formación, encargada de la colaboración con el director general en la dirección y coordinación tanto de la gestión del personal de la DGP como de su selección y la formación.
  - La Secretaría General.
  - La Unidad de Planificación de Recursos Humanos.
  - La Unidad de Prevención de Riesgos Laborales y Protección Socio-Sanitaria
  - La División de Personal.
  - La División de Formación y Perfeccionamiento.
- La Subdirección General de Logística e Innovación, encargada de la colaboración con el director general en la dirección, coordinación, administración y gestión de los recursos económicos y materiales, así como de la documentación de españoles y extranjeros, y de los archivos policiales.
  - La Secretaría General.
  - La Unidad de Informática y Telecomunicación.
  - La División Económica y Técnica.
  - La División de Documentación.
- La División de Cooperación Internacional, a la que corresponde la gestión de la Oficina Central Nacional de Interpol, la Unidad Nacional de Europol y la Oficina SIRENE, la dirección de la colaboración y auxilio a las policías de otros países y la coordinación de los grupos de trabajo en los que participe la Dirección General de la Policía en el ámbito de la Unión Europea y otras instituciones internacionales, así como aspectos relacionados con misiones de apoyo a terceros países y personal policial que presta servicio en el extranjero.
  - La Secretaría General.
  - La Unidad de Coordinación Internacional.
  - La Oficina Central Nacional de Interpol.
  - La Unidad Nacional de Europol.
  - La Oficina Sirene.
- El Gabinete Técnico, al que le corresponde prestar apoyo y asistencia al director general.

### Organización territorial

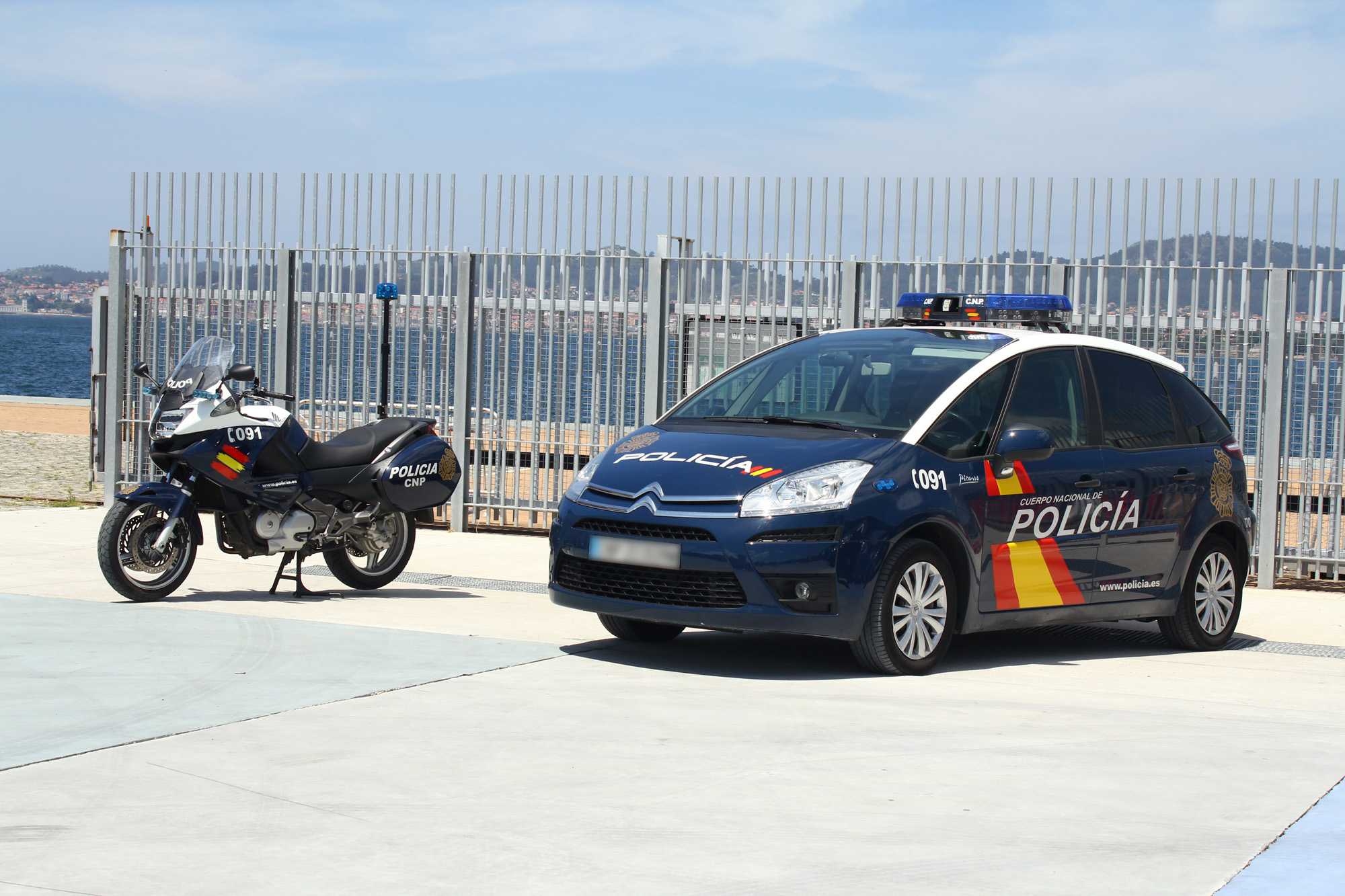
Vehículos CNP

La organización territorial estará constituida por:
- Jefaturas Superiores.
- Comisarías Provinciales.
- Comisarías Zonales.
- Comisarías Locales.
- Comisarías de Distrito.
- Comisarías Conjuntas o Mixtas.
  - Centros de Cooperación Policial y Aduanera.
- Puestos Fronterizos
- Unidades de Extranjería.
- Unidades de Documentación.

## Lista de directores generales
| N.º                                               | Nombre                                | Inicio                   | Final                    |
| ------------------------------------------------- | ------------------------------------- | ------------------------ | ------------------------ |
| Director General de la Policía                    |                                       |                          |                          |
| 1º                                                | José Sainz González                   | 19 de mayo de 1979       | 11 de marzo de 1980      |
| 2º                                                | José Manuel Blanco Benítez            | 11 de marzo de 1980      | 16 de marzo de 1981      |
| 3º                                                | José Luis Fernández Dopico            | 16 de marzo de 1981      | 8 de diciembre de 1982   |
| 4º                                                | Rafael del Río Sendino                | 8 de diciembre de 1982   | 27 de octubre de 1986    |
| 5º                                                | José María Rodríguez Colorado         | 27 de octubre de 1986    | 27 de julio de 1991      |
| 6º                                                | Carlos Conde Duque                    | 27 de julio de 1991      | 20 de junio de 1994      |
| 7º                                                | Ángel Olivares Ramírez                | 20 de junio de 1994      | 8 de mayo de 1996        |
| 8º                                                | Juan Gabriel Cotino Ferrer            | 8 de mayo de 1996        | 27 de julio de 2002      |
| 9º                                                | Agustín Díaz de Mera García-Consuegra | 27 de julio de 2002      | 1 de mayo de 2004        |
| 10º                                               | Víctor García Hidalgo                 | 1 de mayo de 2004        | 12 de septiembre de 2006 |
| Director General de la Policía y la Guardia Civil |                                       |                          |                          |
| 11º                                               | Joan Mesquida Ferrando                | 12 de septiembre de 2006 | 22 de abril de 2008      |
| 12º                                               | Francisco Javier Velázquez López      | 22 de abril de 2008      | 31 de diciembre de 2011  |
| Director General de la Policía                    |                                       |                          |                          |
| 13º                                               | Ignacio Cosidó Gutiérrez              | 31 de diciembre de 2011  | 19 de noviembre de 2016  |
| 14º                                               | Germán López Iglesias                 | 19 de noviembre de 2016  | 30 de junio de 2018      |
| 15º                                               | Francisco Pardo Piqueras              | 30 de junio de 2018      | En el cargo              |

## Presupuesto
La Dirección General de la Policía tiene un presupuesto asignado de 3 960 133 110 € para el año 2023. De acuerdo con los Presupuestos Generales del Estado para 2023, la DGP participa en cuatro programas:
| N.º Programa                                              | Programa                                                              | Dotación        | Ref.   |
| --------------------------------------------------------- | --------------------------------------------------------------------- | --------------- | ------ |
| 131N                                                      | Formación de Fuerzas y Cuerpos de Seguridad del Estado                | 81 336 750 €    | [ 43 ] |
| 131N                                                      | a través del Centro Universitario de Formación de la Policía Nacional | 4 000 000 €     | [ 43 ] |
| 131O                                                      | Fuerzas y Cuerpos en reserva                                          | 93 424 680 €    | [ 44 ] |
| 132A                                                      | Seguridad ciudadana                                                   | 3 709 069 780 € | [ 45 ] |
| 132C                                                      | Actuaciones policiales en materia de droga                            | 72 301 900 €    | [ 46 ] |
| Total presupuesto de la Secretaría de Estado de Seguridad | Total presupuesto de la Secretaría de Estado de Seguridad             | 3 960 133 110 € |        |